# Ralph Giordano
Ralph Giordano, född 23 mars 1923 i Hamburg, död 10 december 2014 i Köln, var en tysk författare, journalist och publicist.
Giordanos far härstammade från Sicilien, och modern var tysk judinna. Giordano har skrivit om judeförföljelser under nazismen. Hans roman Die Bertinis (1982; Familjen Bertini, 1983) utgjorde grund för en tv-serie.